# 837
837(팔백삼십칠)은 836보다 크고 838보다 작은 자연수다.

## 수학
- 합성수로, 그 약수는 1, 3, 9, 27, 31, 93, 279, 837이다. 진약수의 합은 443이므로, 837은 부족수다.
- 9번째 이십오각수다. 앞의 이십오각수는 652, 다음은 1045다.
- {\displaystyle 837=6^{2}+15^{2}+24^{2}}
  - 공차가 9인 세 자연수의 제곱합으로 나타낼 수 있는 수다. 이 성질을 지닌 앞의 수는 750, 다음 수는 930이다.
- {\displaystyle 837=2^{5}\times 3^{3}-3^{3}}
- {\displaystyle 26^{6}-1}은 837로 나누어떨어진다.

## 과학
- NGC 837: 고래자리 방향에 있는 나선은하.

## 교통
- 오토루트 837호선: 샤랑트마리팀주 생트에서 샤랑트마리팀주 로슈포르까지 이어지는 프랑스의 고속도로.
- 837번 지방도 (폐지): 전라남도 강진군 칠량면에서 장흥군 관산읍까지 이어지던 대한민국의 과거 지방도.

## 문화유산
- 대한민국의 보물 제837호: 복각천상열차분야지도 각석

## 기타
- 연도: 837년, 기원전 837년